# 叶尔佐夫卡
叶尔佐夫卡（羅馬化：Yerzovka）是俄罗斯伏尔加格勒州的市级镇，属 戈罗季谢区，位于伏尔加格勒水库沿岸地区，在州府伏尔加格勒东北侧。
该地2021年人口有6,459人；2010年人口6,128；2002年人口5,622；1989年人口4,275。